# دیوید کوتریل
دیوید کوتریل (انگلیسی: David Cotterill؛ زادهٔ ۴ دسامبر ۱۹۸۷) یک بازیکن فوتبال اهل ولز است.
از باشگاه‌هایی که در آن بازی کرده‌است می‌توان به پورتسموث، باشگاه فوتبال بریستول سیتی، بارنزلی، شفیلد یونایتد، و سوانزی سیتی، باشگاه فوتبال دونکستر راورز، ویگان اتلتیک و بیرمنگام سیتی اشاره کرد.
وی سابقه عضویت در تیم ملی فوتبال ولز را نیز دارد.